# رشدي (اسم)
رُشدي اسم علم عربي، مضاف إلى ياء النسب، ومعناه النسبة إلى الرُشْد، وهو الاهتداء.

## أشخاص
| - رشدي أباظة - رشدي راشد - رشدي المهدي - رشدي الشرايبي - رشدي الشوا - رشدي العاني | - رشدي رتشبر - رشدي سعيد - رشدي العظمة - رشدي العامل | - رشدي الجلبي - رشدي الشمعة - رشدي الجلبي - رشدي عبد الصاحب |

## معاني
- سن الرشد هو عُمُر تحمل المسؤولية أمام القانون وتتاح له حقوق الشخص الراشد.
- رشدية: مذهب فلسفي.

## مدارس
- المدرسة الرشدية: مدرسة من مدارس النظام العثماني الجديد، كانت أول مدرسة رشدية أُسّست في أسطنبول سنة 1847م،[2] وأُنشئت في بغداد بعد إصدار قانون المعارف سنة 1869م في حكم الدولة العثمانية، في عدة بلدان عربية،[3] وهي تعادل المدرسة المتوسطة،[4][5] وقيل الابتدائية،[6][7] ويُشترط لقبول المعلمين في المدرسة الرشدية، أن يُديرها معلم أول، وينوب عنه معلم ثانٍ، وأن يكون معلمو المدرسة من خريجي المدارس الابتدائية،[8]
- المدرسة الرشدية (جدة)